# Біла (притока Деркулу)
Біла (рос. Белый) — річка в Україні, у Марківському районі Луганської області. Ліва притока Деркулу (басейн Дону).

## Опис
Довжина річки 20 км, похил річки 2,4  м/км. Площа басейну водозбору 127  км². На деяких ділянках біля витоку річка пересихає.

## Розташування
Бере початок на східній стороні від села Просяне. Тече переважно на південний схід через село Кризьке і на північно-східній околиці Сичівки впадає у річку Деркул, ліву притоку Сіверського Дінця.
Населені пункти вздовж берегової смуги: Кабичівка, Розсохувате.